# مسیح مهاجری
مسیح مهاجری (زاده ۱۳۲۶ در تنکابن) روحانی، روزنامه‌نگار و سیاست‌مدار ایرانی است که از سال ۱۳۶۰ تاکنون مدیر مسئولی روزنامه جمهوری اسلامی را برعهده دارد.
وی از نجات‌یافتگان حادثه بمب‌گذاری دفتر حزب جمهوری اسلامی در ۷ تیر سال ۱۳۶۰ است.

## زندگی
مسیح مهاجری فرزند شیخ علی محمد مهاجری در روستای کاظم کلا از روستاهای عباس‌آباد در سال ۱۳۲۶ به دنیا آمد. پدرش علیرغم درجه اجتهاد تا آخر عمر (متوفی ۱۳۵۷) در این روستا ماند و به کشاورزی و سردفتری ثبت اسناد مشغول بود.
در سال‌های پیش از انقلاب ایران (۱۳۵۷)، با سخنرانی علیه رژیم، در مبارزات شرکت می‌کرد. هم‌چنین با نظارت محمد حسینی بهشتی، به مطالعه و تحقیق می‌پرداخت. با پیروزی انقلاب اسلامی، به تهران رفت و در حزب جمهوری اسلامی، به عنوان عضو شورای مرکزی و مسئول امور شهرستان‌ها مشغول به فعالیت شد. با انتخاب میرحسین موسوی به وزارت، مسیح مهاجری توسط حزب به مدیر مسؤولی روزنامه جمهوری اسلامی، که آن روز ارگان حزب محسوب می‌شد منصوب گردید. او در انفجار دفتر مرکزی حزب جمهوری اسلامی در هفتم تیر ۱۳۶۰، مجروح شد.
پس از توقف فعالیت حزب جمهوری اسلامی، روزنامه جمهوری اسلامی به عنوان یک روزنامه خصوصی و با صاحب امتیازی سید علی خامنه‌ای منتشر می‌شد و مسیح مهاجری تا امروز، مدیرمسئول این روزنامه است.او هم‌چنین در دولت هاشمی رفسنجانی و سید محمد خاتمی، مشاور رئیس‌جمهور بوده است. پس از استعفای عطاالله مهاجرانی از وزارت فرهنگ و ارشاد اسلامی از مهاجری به عنوان یکی از گزینه‌های جایگزینی وی نام برده می‌شد.
حجت الاسلام مهاجری از یکم آذر ۱۳۸۳ به عنوان رئیس هیئت مدیره خبرگزاری قدس (اولین خبرگزاری رسمی حوزه فلسطین در ایران) منصوب شده است.
مسیح مهاجری هم‌چنین عضو هیئت امنا و استاد دانشگاه مذاهب اسلامی و از ۲۸ شهریور ۱۳۹۲ با حکم حسن روحانی، نماینده رئیس‌جمهور در این دانشگاه است. او علاوه بر این، با انتصاب رهبری، رئیس هیئت امنای مؤسسه فرهنگی خراسان است و سابقه عضویت در شورای نظارت بر صدا و سیما، هیئت منصفه دادگاه مطبوعات و هیئت منصفه دادگاه مطبوعات ویژه روحانیت را در کارنامه خود دارد.
از او آثار مکتوب متعددی از جمله سنت‌ها از دیدگاه قرآن، جهان مسیحیت، اسلام در ژاپن، درخشش زیر تیغ تخریب و به کجا می‌رویم؟ منتشر شده است.

## حاشیه‌ها
- تیتر انتقادی علیه سید مرتضی آوینی

سه ماه قبل از پایان زندگی سید مرتضی آوینی در شرایطی که او تحت هجمه جریان‌های گوناگون بود روزنامه جمهوری اسلامی مقاله‌ای با تیتر «آقای سردبیر، به خدا هم فکر کنید!» علیه وی منتشر کرد. این مقاله با اسم مستعار وحید عرفانی اما به قلم مسیح مهاجری به چاپ رسید. در بخشی از این مقاله آمده است: «مجله سوره و از آن مهم‌تر حوزه هنری در پی چیست؟ گم‌کرده‌اش کیست؟ هنری سیاه و بدسیما که خود پیشتاز مبارزه با آن بود؟ هنری که حتی امروز غرب هم بر ابتذالش پی برده است؟ هنری که جز تفاخر و تظاهر به هنر چیز دیگری برای صاحبانش ندارد؟ ثمره این بازی‌ها چیست؟ جای گرفتن در قلوب هنرمندان بازنشسته طاغوتی یا همسو شدن با سیاست فرهنگی حال کشور که کم‌حساسیتی را می‌طلبد؟ فکر کنید اصلاً این مجله، گل سرسبد مجله‌های حاضر شد؛ بهای آن چیست؟ فدا کردن اعتقاداتتان و اعتقاداتمان و رنجاندن دوستانمان و بغض به گلو نشاندن بچه‌هایی که دیوارهای حوزه هنری خیلی بهتر از شما به خاطر دارندشان؟ ترا به خدا و ترا به جان همان ولی فقیهی که منشأ تمام اصولتان می‌دانید کمی به دور از جبهه‌گیری و خصم‌انگاری، به گذشته و حال نگاه کنید و مطمئن باشید این تغییرات که گاهی با افتخار از آن یاد می‌کنید هیچ در قاموس توجیه عوام‌فریبانه حسب زمان نمی‌گنجد.»
- شایعهٔ درخواست رد صلاحیت احمدی‌نژاد

پیش از انتخابات، شایعه شده‌بود که مهاجری در اردیبهشت ۱۳۸۸ از شورای نگهبان درخواست کرده است تا محمود احمدی‌نژاد را به دلیل دروغ‌گویی رد صلاحیت کند. گفته می‌شد او از این‌که در دولت احمدی‌نژاد دروغ گفتن حکم «مستحب مؤکد» و حتی «واجب» پیدا کرده انتقاد کرده و روزنامه‌های کیهان، ایران و بخش خبری ۲۰:۳۰ صدا و سیما را امکانات رسانه‌ای دولت نهم برای تخریب و «بی‌آبرو کردن» افراد توصیف کرده است. پیرو انتشار این اظهارات به نقل از مسیح مهاجری، مدیرمسئول روزنامه «جمهوری اسلامی»، دربارهٔ رد صلاحیت احمدی‌نژاد طی یک سخنرانی، وی اعلام کرد در هفته‌های اخیر هیچ‌گونه سخنرانی در کشور نداشته است.